# エピネ＝シュル＝オドン
エピネ＝シュル＝オドン（仏: Épinay-sur-Odon）は、フランスのノルマンディー地域圏、カルヴァドス県に属するコミューン。

## 地理
小郡中心地のヴィレー＝ボカージュ東郊に位置し、県都カーンからは南西に22kmほどある。オドン川左岸のD71沿線に築かれた小さな集落を中心に、いくつかの村落から成る。北部はゆるやかな丘陵地となっている。北でパルフール＝シュル＝オドンと、東でランド＝シュル＝アジョンと、西でヴィレー＝ボカージュとそれぞれ接する。

## 行政
- 首長 - ジャック・レノー（Jacques Lénault、無所属、1983年から）

## 人口の推移[1]
| 1962年 | 1968年 | 1975年 | 1982年 | 1990年 | 1999年 | 2007年 |
| ------ | ------ | ------ | ------ | ------ | ------ | ------ |
| 443    | 347    | 368    | 442    | 549    | 536    | 571    |

## ゆかりの人物
- フランソワ・リシャール＝ルノワール - フランス綿工業の先駆者。1765年にこの地で生まれ、1839年に亡くなった。全国の多くの通りに彼の名が冠されている

## ギャラリー

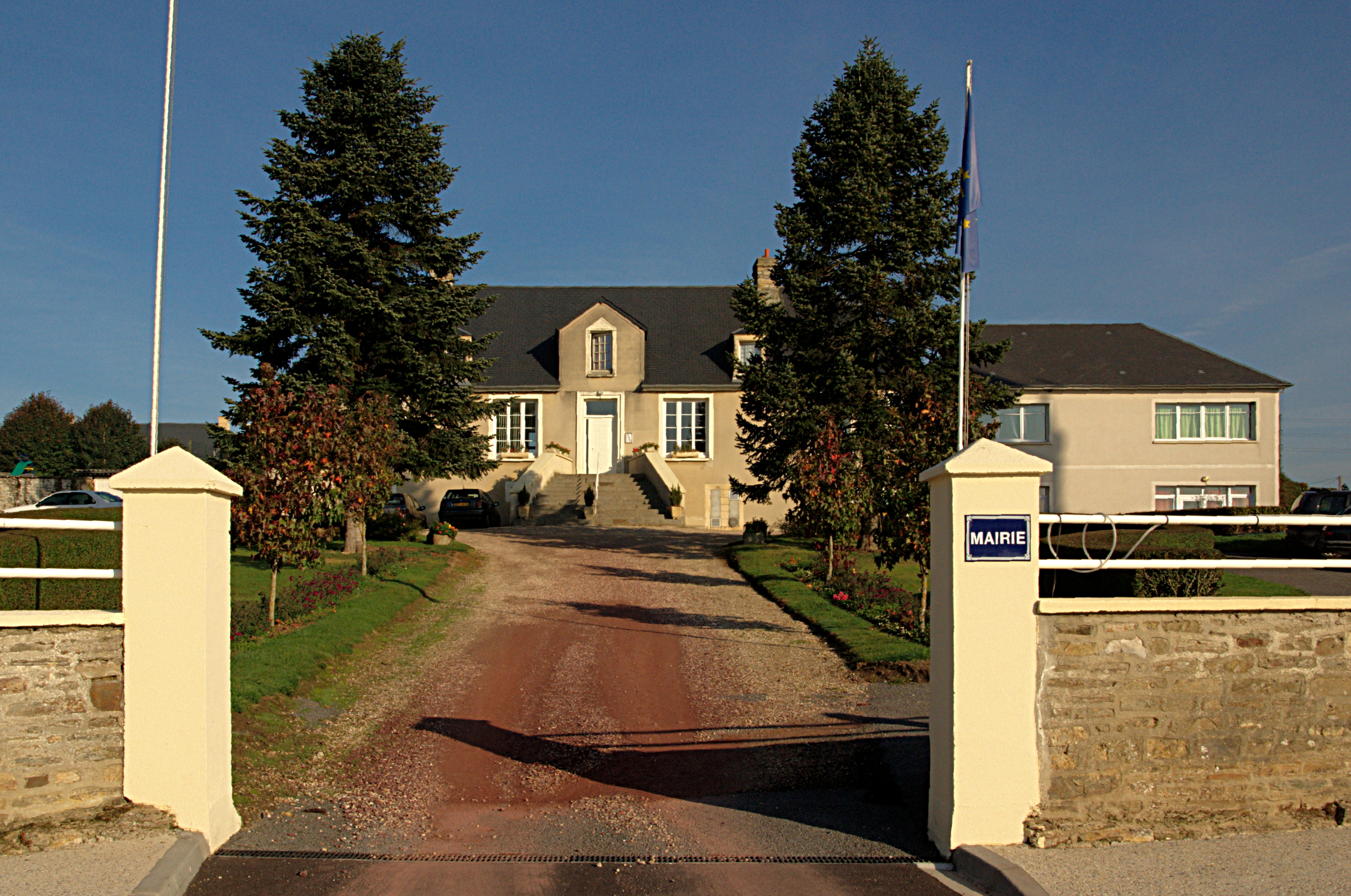
町役場
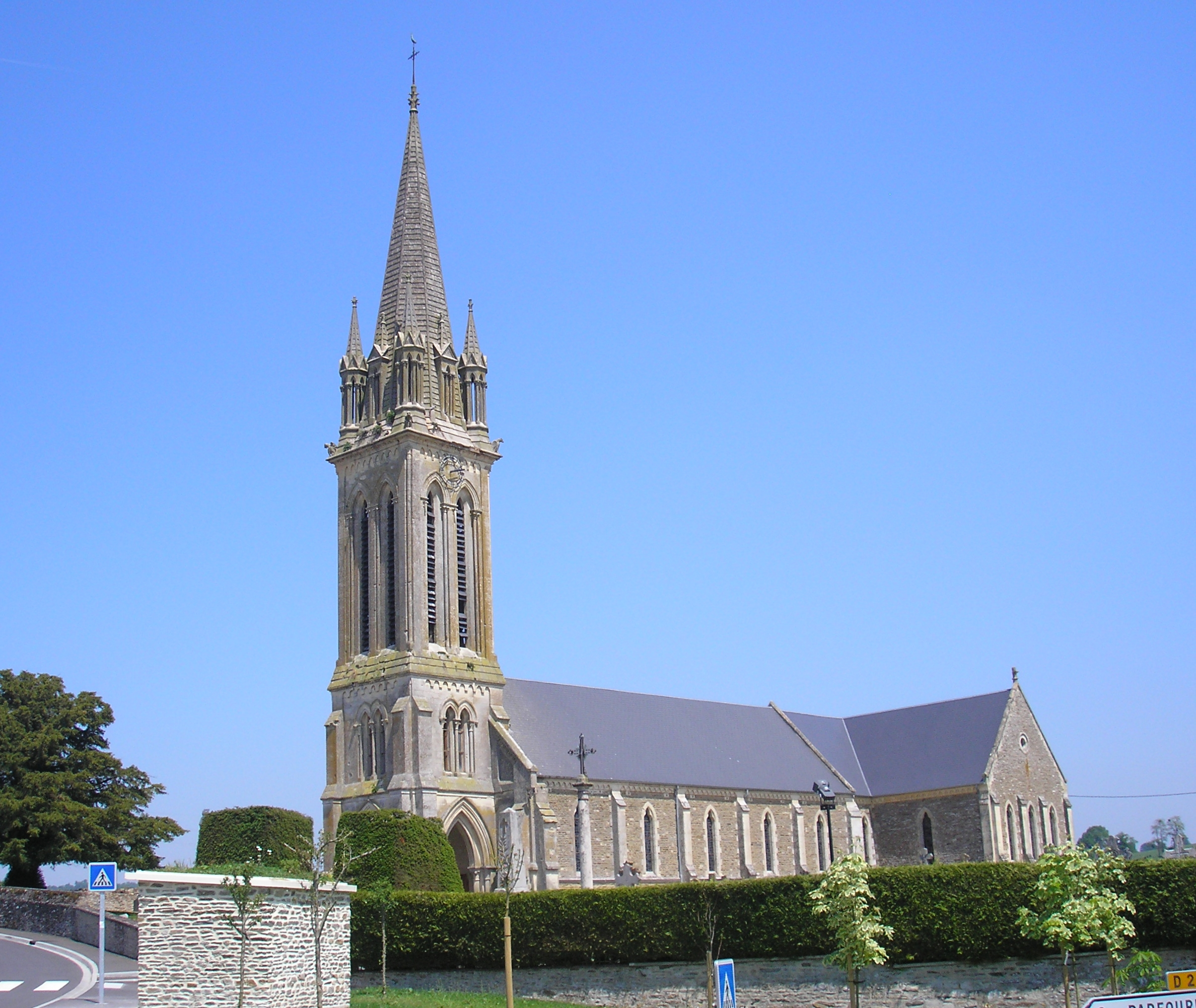
聖マルタン教会
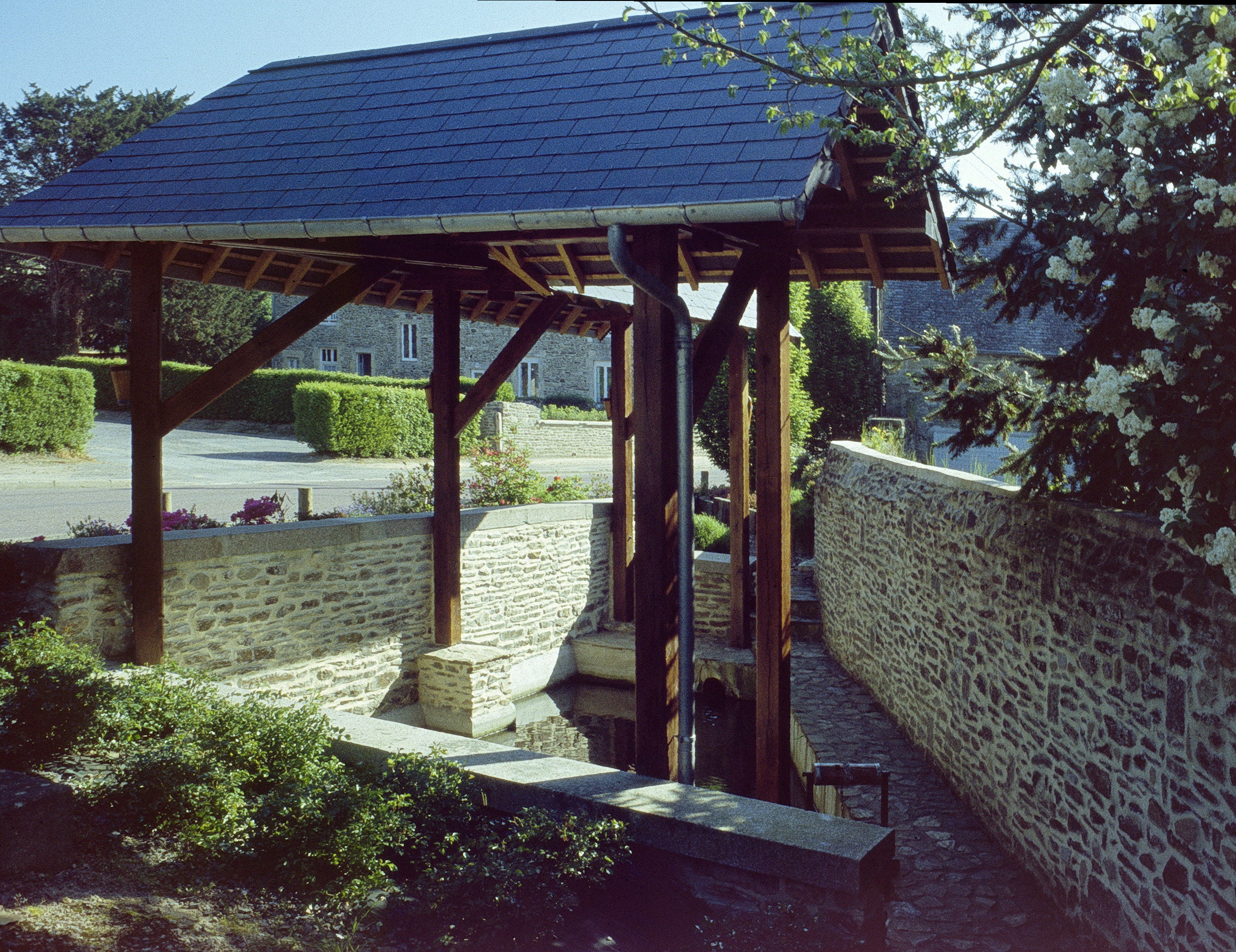
共同の洗い場